# Ljunghumla
Ljunghumla (Bombus jonellus) är en insekt i överfamiljen bin (Apoidea).

## Utbredning
Den eurasiatiska utbredningen går från Island och den spanska bergskedjan Toloño mendilerroa i väster över norra och centrala Europa samt mellersta och norra Asien till Anadyr vid Stilla havet. I norr når utbredningsområdet över polcirkeln, medan det sammanhängande utbredningsområdet når söderut till ungefär 55°N i östra delen av utbredningsområdet. Söder därom är utbredningen mera fläckvis. Humlan är vanlig i större delen av Europa utom i Sydeuropa, där den främst förekommer i bergen.
Den nordamerikanska utbredningen omfattar tajgan och tundran i norr, från Hudson Bay i Manitoba i Kanada västerut till Alaska.
I Sverige förekommer arten i hela landet med undantag för Öland.. 
I Finland är arten vanlig i hela landet, från Åland och sydkusten till nordligaste Lappland.

## Status
Arten är klassificerad som livskraftig ("LC") i Europa i stort, i Sverige och i Finland. Globalt är rödlistestatusen dock mera osäker.

## Beskrivning
Ljunghumlan är en tämligen liten, rundlagd, korttungad humla. Den är svart med gul krage som är mycket bred hos hanarna, och ett gult band som sträcker sig från slutet av mellankroppen till början av bakkroppen, samt med vit bakkroppsspets. Nosen är gul hos hanen. Melanistiska (helsvarta) exemplar förekommer. Humlan liknar en knubbig trädgårdshumla, men till skillnad från denna har den runt huvud.

## Ekologi
Ljunghumlan förekommer på hedar, även fuktiga sådana, myrar, tallskog på hedar och torr sandjord, samt fjällskog, även ovan skogsgränsen. Den kan även uppträda i samhällen. Näringsväxter är mjölkört, fjällfibbla, rallarros, fjällskära, slån, gullris, kråkvicker, sälg, lingon, hallon, blåbär, getväppling, midsommarblomster och brudborste. Boet kan inrättas både ovan- och underjordiskt, som gamla fågelbon, ekorrbon, under uthustak och i övergivna bon av smådäggdjur, som exempelvis sorkbon. Boet innehåller normalt mellan 50 och 120 arbetare.
I varmare klimat (som exempelvis södra England) hinner arten ofta med två generationer per säsong.

## Underarter
Internationella naturvårdsunionen (IUCN) anger följande underarter.
- Bombus jonellus jonellus
- Bombus jonellus hebridensis
- Bombus jonellus martes
- Bombus jonellus monapiae
- Bombus jonellus subborealis Förekommer i Norden
- Bombus jonellus vogtianus
- Bombus jonellus  yarrowianus Förekommer i västra Europa